# Zofia Holenderska
Zofia, właśc.: Wilhelmina Maria Zofia Ludwika, nid. Wilhelmine Marie Sophie Louise (ur. 8 kwietnia 1824 w Hadze; zm. 23 marca 1897 roku w Weimarze) – księżniczka Holandii, wielka księżna Saksonii-Weimar-Eisenach.
Księżniczka Zofia była jedyną córką Wilhelma II, króla Holandii, i jego żony Anny Pawłownej, z domu wielkiej księżnej Rosji.
Zofia wyszła za mąż za swojego bliskiego kuzyna Karola Aleksandra, następcę tronu Sachsen-Weimar-Eisenach (od 1853 wielkiego księcia). Uroczystość zaślubin odbyła się 8 października 1842 roku w pałacu Kneuterdijk, Haga.
Para miała czwórkę dzieci:
- Karol August Wilhelm (ur. w Weimarze, 31 lipca 1844 roku; zm. w Cap Martin, Francja, 20 listopada 1894 roku), następca tronu Saksonii-Weimar-Eisenach;
- Maria Anna Aleksandra (ur. Weimarze, 20 stycznia 1849; zm. w Trebschen, 6 maja 1922), żona księcia Henryka VII Reuss;
- Anna (1851–1859)
- Elżbieta Sybilla Maria (ur. Weimarze, 28 lutego 1854; zm. w Wiligradzie, 10 lipca 1908 roku), wyszła za mąż za Jana Albrechta, księcia Mecklenburga-Schwerinu.